# Agromyza varicornis
Agromyza varicornis este o specie de muște din genul Agromyza, familia Agromyzidae, descrisă de Gabriel Strobl în anul 1900.
Este endemică în Croatia. Conform Catalogue of Life specia Agromyza varicornis nu are subspecii cunoscute.